# Gudrun Hausch
Gudrun Bettina Hausch (* 23. August 1969 in Tübingen) ist eine ehemalige deutsche Judoka, die bei Europameisterschaften zwei Medaillen in der Gewichtsklasse bis 56 kg gewann. 
Hausch belegte 1986 den siebten Platz bei den Junioren-Europameisterschaften. Bei den Deutschen Meisterschaften 1988 erreichte sie den zweiten Platz hinter Regina Philips. 1990 bezwang sie im Halbfinale der Europameisterschaften in Frankfurt die Spanierin Miriam Blasco, im Finale unterlag sie der Französin Catherine Arnaud. Im Herbst 1990 gewann Hausch ihren einzigen deutschen Meistertitel. 
Bei den Europameisterschaften 1991 in Prag unterlag sie im Viertelfinale Tatjana Wolobujewa aus der Sowjetunion. Mit drei Siegen in der Hoffnungsrunde erkämpfte sich Gudrun Hausch eine Bronzemedaille. Bei den Weltmeisterschaften 1991 belegte sie den siebten Platz. 1992 stand bei den Olympischen Spielen in Barcelona erstmals Frauenjudo auf dem Programm. Gudrun Hausch unterlag in ihrem ersten Kampf nach 2:05 Minuten der Österreicherin Barbara Eck.